# Засько, Юрий Евгеньевич
Юрий Евгеньевич Засько (род. 21 июля 1954) — российский политик, представитель от законодательного органа государственной власти Магаданской области в Совете Федерации ФС РФ (2004—2006)

## Биография
Родился 21 июля 1954 г.; имеет высшее образование, кандидат технических наук; был генеральным директором Аркагалинской ГРЭС, затем работал на руководящих должностях в угольной отрасли Магаданской области, возглавлял ОАО «Разрез Тал-Юрях», был генеральным директором компании «Северовостокуголь»; в мае 1997 г. был избран депутатом, затем — заместителем председателя Магаданской областной Думы второго созыва (1997—2001)

### Политическая карьера
С июня 2001 года по сентябрь 2004 года — член Совета Федерации Федерального Собрания Российской Федерации, заместитель председателя Комитета Совета Федерации по делам Севера и малочисленных народов, член Комитета Совета Федерации по делам Севера и малочисленных народов, член Комиссии Совета Федерации по контролю за обеспечением деятельности Совета Федерации, заместитель председателя Комитета Совета Федерации по делам Севера и малочисленных народов, член Комиссии Совета Федерации по естественным монополиям.